# 高宣 (元朝)
高宣，辽阳府（今辽宁省辽阳市）人，蒙古帝国将领。
1229年被窝阔台任命为为元帅，賜金符，統兵随拖雷攻大名府。他进言：『今奉命出師，伐罪弔民，願勿嗜殺，以称上意』。拖雷派人下令軍中听从高宣所言。大名城破，兵不血刃，民心悦服。1232年正月，参加三峰山之战，击败金朝大军。归降高宣之人二千余户。于是设立打捕鹰坊都总管府统辖。賜金符，以高宣为都总管，令子孙世其职。其子高天锡、其孫高諒、曾孫高塔失不花世袭。皇慶二年（1313年），贈宣力功臣、銀青荣禄大夫、大司徒，追封营国公，諡簡僖。